# Montigny-lès-Vaucouleurs
Montigny-lès-Vaucouleurs è un comune francese di 77 abitanti situato nel dipartimento della Mosa nella regione del Grand Est.

## Società

### Evoluzione demografica
Abitanti censiti